# Omalo (Pankisi)
Omalo (en georgiano: ომალო; en checheno: lуомал, romanizado: Iumal) es un pueblo del noreste de Georgia, ubicado en el noroeste de la región de Kajetia y parte del municipio de Ajmeta.

## Geografía
Omalo está situado a orillas del río Alazani en la garganta de Pankisi, a 24 km de Ajmeta.

## Historia
El pueblo fue fundado por un checheno llamado Dzhokola (o mejor transcrito en castellano, Yokola).

## Demografía
La evolución demográfica de Omalo entre 2002 y 2014 fue la siguiente:
| 1221                                            | 822 |
| (Fuente: Population of Georgia in Soviet times) |     |

Según el censo de 2014, los kist constituían el 94,9% de la población local; y los georgianos, el 4%.